# Salomon Olembé
René Salomon Olembé-Olembé, född 8 december 1980 i Yaoundé, är en kamerunsk före detta fotbollsspelare.

## Klubbkarriär
Salomon Olembé startade sin karriär i FC Nantes innan han såldes till Marseille 2002. Under sina fem år i klubben så blev han utlånad till både Leeds United och Al Rayyan under en säsong vardera.
2007 lämnade han Marseille och provtränade under sommaren med Derby County, innan han den 4 september skrev på för Wigan Athletic. Han var tänkt som en ersättare för Leighton Baines som sålts till Everton, men gjorde bara åtta matcher för klubben.
I april 2008 blev det klart att Olembé skrivit på för turkiska Kayserispor. I januari 2010 gick Olembé vidare till grekiska AEL 1964, där han dock bara var några få månader utan att spela en match.

## Landslaget
Olembé gjorde debut för Kamerun 1997 och gjorde 64 landskamper. Han representerade landet under både VM 1998 och VM 2002. Han var även med när Kamerun vann Afrikanska mästerskapet 2000 och 2002.